# Franz Joseph von Lamberg

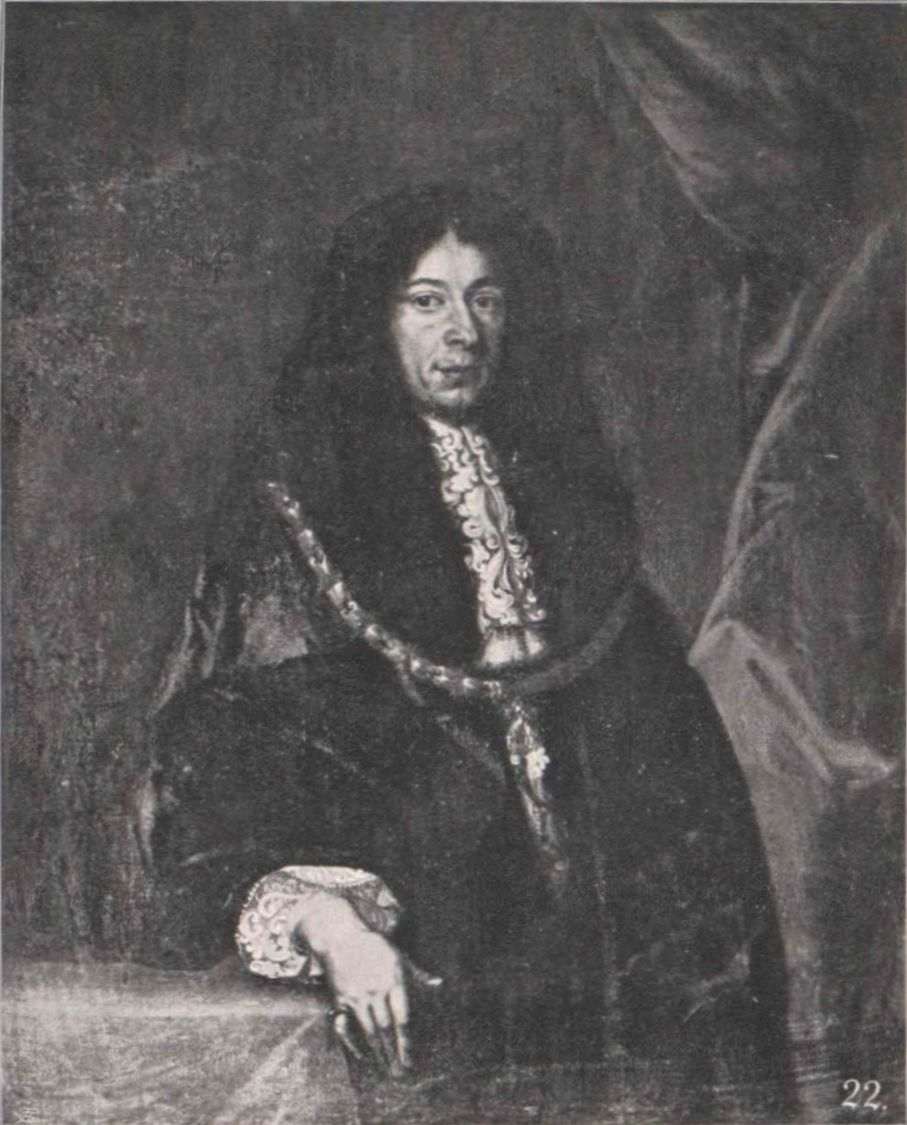
Franz Joseph von Lamberg

Franz Joseph von Lamberg (* 28. Oktober 1638 in Wien; † 2. November 1712 in Steyr) war ein deutscher Reichsfürst, Landeshauptmann des Erzherzogtums Österreich ob der Enns und Landgraf von Leuchtenberg.

## Leben
Franz Joseph, Reichsgraf, später Fürst, von Lamberg und Landgraf von Leuchtenberg, geboren am 28. Oktober 1638 in Wien und am folgenden Tag in der Michaelerkirche ebenda getauft, stammte aus der älteren, heute erloschenen Linie derer von Lamberg. Er war der älteste Sohn des Grafen Johann Maximilian von Lamberg aus dessen Ehe mit Judith Rebecca Eleonora Gräfin Wrbna. Der Passauer Fürstbischof und Kardinal Johann Philipp von Lamberg (1651–1712) war sein jüngerer Bruder.
Da sein Vater Johann Maximilian einige Zeit Erzieher des späteren Kaisers Leopold I. war, wurde er mit diesem zusammen erzogen und blieb zeitlebens mit ihm befreundet. Nach der Rückkehr des Vaters aus Spanien wurde Franz Joseph 1662 kaiserlicher Kämmerer und 1664 Reichshofrat. Als solcher wurde er von seinem Vater, der die Beziehungen des Wiener Hofes mit Spanien leitete, häufig mit diplomatischen Missionen beauftragt: 1667 und 1668 an den Höfen in Madrid, Paris, Köln und in Regensburg, 1676 und 1677 wieder in Spanien. 1666 war er der Braut des Kaisers Leopold I., Margarita Theresa von Spanien, bis an die venetianische Grenze entgegengeschickt worden, um sie nach Wien zu begleiten. Da es sich bei seinen Missionen meist um zeremonielle Aufgaben handelte, wurde er oft mit den Orden der entsprechenden Länder ausgezeichnet: 1667 mit dem spanischen Orden vom heiligen Jakob, 1694 mit dem Ritterorden vom Goldenen Vlies. Sein Einfluss auf die Wiener Politik war jedoch gering.
1686 ernannte ihn der Kaiser zum  Wirklichen Geheimen Rat und Landeshauptmann in Österreich ob der Enns (1705 von Joseph I. und 1712 von Karl VI. bestätigt), 1704 zum Staats- und Konferenzrat. Sein ältester Sohn Leopold Matthias, ein enger Vertrauter Kaiser Josephs I., erlangte 1707 die Reichsfürstenwürde und erhielt 1709 die reichsunmittelbare Landgrafschaft Leuchtenberg in Bayern. Da er aber schon 1711, erst 44 Jahre alt, starb, ereignete sich der seltene Fall, dass ihm sein noch lebender Vater Franz Joseph in der Fürstenwürde nachfolgte (Diplom vom 22. März 1711), von dem sie nach seinem im nächsten Jahr, 1712, erfolgten Tod auf seinen drittgeborenen Sohn Franz Anton überging.
Weitere Kinder aus der 1663 in Prag geschlossenen Ehe mit Anna Maria Gräfin Trautmannsdorf-Weinsberg (1642–1727), einer Tochter des böhmischen Statthalters Adam Matthias von Trauttmansdorff (1617–1684) waren der Passauer Fürstbischof und Kardinal Joseph Dominikus von Lamberg (1680–1761), dessen Suffragan Franz Alois von Lamberg (1692–1732), der Tiroler Oberstlandjägermeister Johann Philipp von Lamberg (1684–1735), der kaiserliche Musikgraf Hans Ferdinand von Lamberg (1689–1764) und Hans Adam von Lamberg (1677–1708).